# Понто-Каспійські бички
Понто-Каспійські бички — група бичкових риб (Gobiidae) що є ендемічними для Понто-Каспійського регіону (включає Мармурове, Чорне, Азовське, Каспійське і Аральське моря) Раніше розглядалася як окрема підродина Benthophilinae. Ці бички мають черевні плавці перетворені на присосок, а також подовжені спинний і анальний плавці. Вони відрізняються від інших представників родини бичкових відсутністю плавального міхура у дорослих і поєднаними мембраною верхніми променями грудних плавців.

## Систематика
Група містить 9 родів у трьох трибах:
- Триба Benthophilini
  - Anatirostrum
  - Benthophiloides
  - Benthophilus (Типовий рід)
  - Caspiosoma
- Триба Neogobiini
  - Neogobius (Типовий рід)
- Триба Ponticolini
  - Babka
  - Mesogobius
  - Ponticola (Типовий рід)
  - Proterorhinus